# Rudolf Olden
Rudolf Olden (Stettin, 1885. január 14. – Atlanti-óceán, 1940. szeptember 18.) német újságíró, ügyvéd, a weimari köztársaság közéletének egyik kiemelkedő alakja.

## Élete
1885. január 14-én született az író Johann Oppenheim és a színésznő Rosa Stein házasságából. Idősebb testvére, Balder Olden szintén íróként és újságíróként tevékenykedett.
Az érettségi vizsga sikeres teljesítése után katonai pályára lépett. Önkéntesként szolgált a 24. könnyűlovas ezredben. Az első világháború végére főhadnaggyá léptették elő. A háború borzalmai jelentősen megváltoztatták politikai nézeteit, leszerelése után a pacifista Der Friede bécsi folyóiratnak kezdett írni, valamint a Der neue Tag redakciós munkatársaként is dolgozott.
1920-ban feleségül vette August Fournier lányát, a pszichoanalitikus Marie-Christine Fournier-t. Időközben megismerkedett és összebarátkozott a kor híres gondolkodóival, többek között Arnold Höllriegellel, Benno Karpelesszel, Egon Erwin Kischsel és a kávéházi irodalom kulcsfigurájával, Alfred Polgarral. A Der neue Tag csődbemenetele után, közösen Hugo Bettauerrel, újságot alapított Er und Sie címen, amely Wochenschrift für Lebenskultur und Erotik alcíme miatt heves kritika tárgyává vált.
1926-ban Berlinbe költözött, ahol Theodor Wolff közreműködésével a Berliner Tageblatt szerkesztője, majd hamarosan főszerkesztője lett, illetve elvette feleségül a divattervező Isolde Boguth-ot. Olden a Die Menschenrechte, Das Tage-Buch és a Die Weltbühne című folyóiratoknál is tevékenykedett – ekkor már elismert újságíróként.
Ugyancsak ebben az évben kezdte el jogi pályafutását. 1931-ben perbe fogták a Die Weltbühne főszerkesztőjét, mivel az a katonákat gyilkosoknak nevezte, ezzel megsértve a hadsereg jó hírnevét, ám Olden elvállalta Carl von Ossietzky védelmét, akit felmentettek a vád alól.
1933-ban ismét megházasodott, immáron a pszichoanalitikus Ika Halpernnel keltek frigyre, házasságukból született egy lány, Mary Elizabeth Olden. Barátai még időben figyelmeztették a közelgő veszélyre, így a Reichstag felgyújtását követően el tudta kerülni az őrizetbe vételt. Prágába menekült, ahol a következő évben Hitlerről szóló esszét jelentetett meg Hitler der Eroberer – Die Entlarvung einer Legende címmel, névtelenül.
Ezután Párizsba utazott, ahol kiadatta a méltán híres dokumentációját, a Schwarzbuch über die Lage der Juden in Deutschlandot. Még ebben az évben átvette a saarbrückeni Das Reich című újság vezetését, amelyben Saarland a Harmadik Birodalomhoz való csatolása ellen lépett fel, ezen kívül több emigráns lapnak is írt.
Gilbert Murray diplomata több ízben is meghívta Londonba és Oxfordba, hogy előadásokat tartson az aktuális német belpolitikáról. A német P. E. N. Klub Olden személyében megbízható titkárt látott, aki így többek között Robert Musil és felesége svájci emigrációját is lehetővé tudta tenni.
1935-ben adatta ki Hitler német nyelvű életrajzi kötetét Amszterdamban, amely 1936-ban angol nyelven Hitler the Pawn címmel jelent meg. Egy évvel később megtagadta német állampolgárságát, folytatta londoni asszisztensi munkáját. Nagy-Britannia háborúba lépése után internálták, a New School for Social Research in New York felkérte docensnek. A házaspár már korábban Kanadába menekítette lányát, ők pedig a City of Benares nevű gőzhajóval követték volna, ám 1940. szeptember 18-án egy német tengeralattjáró elsüllyesztette azt. A tragédiában 248 ember vesztette életét, Olden és felesége is az áldozatok között volt.

## Művei
- Stresemann. Eine Biographie. Rowohlt, Berlin, 1929
- Propheten in deutscher Krise. Das Wunderbare oder Die Verzauberten. Eine Sammlung. Hrsg. v. Rudolf Olden. Rowohlt, Berlin, 1932
- Das Schwarzbuch. Tatsachen und Dokumente. Die Lage der Juden in Deutschland 1933. Comité des Délégations Juives, Paris, 1934
- Hitler der Eroberer. Entlarvung einer Legende. Amsterdam, 1935
- Hindenburg oder der Geist der preussischen Armee. Paris, 1935
- Die Geschichte der Freiheit in Deutschland. Verlag Das andere Deutschland, 1948
- Olden, Rudolf / Olden, Ika: In tiefem Dunkel liegt Deutschland. Von Hitler vertrieben, ein Jahr deutsche Emigration. Metropol Verlag, Berlin, 1994
- Olden, Rudolf / Olden, Peter: Briefe aus den Jahren 1935–1936. Hrsg. von Charmian Brinson und Marian Malet. Verlag europäische Ideen, Berlin, 1987

## Kiállításai
- 1981: So viele Bücher, so viele Verbote. Ausstellung „Der deutsche PEN-Club im Exil 1933–1948“. Buchhändler-Vereinigung, Frankfurt/M, 1981
- 2010: Rudolf Olden: Journalist gegen Hitler – Anwalt der Republik. Deutsche Nationalbibliothek, Frankfurt am Main